# روث كابلان
روث كابلان هي مصورة كندية، ولدت في 1955 في مونتريال في كندا.